# جاده‌ها در ارمنستان

جاده‌ها شبکه ترابری اصلی در جمهوری ارمنستان می‌باشند.
مجموع طول شبکه جاده ای ارمنستان بالغ بر ۷٬۶۳۷ کیلومتر (۴٬۷۴۵ مایل) می‌باشد که ۹۶٫۷ درصد آن آسفالتی شده‌است

## بزرگراه‌ها در ارمستان
The main roads in the country are:
- Մ۱ ایروان - آشتاراک - گیومری - Bavra (). Length: ۱۷۳٫۷ کیلومتر (۱۰۷٫۹ مایل)
- Մ۲ ایروان - آرارات - یراسخ () - کاپان - مغری ( جاده ۱۲) - Kilit Border (. Length: ۳۸۴٫۳ کیلومتر (۲۳۸٫۸ مایل)
- Մ۳ مارگارا (D.977) - آشتاراک - وانادزور - Dzoramut (). Length: ۱۸۳٫۷ کیلومتر (۱۱۴٫۱ مایل)
- Մ۴ ایروان - هرازدان - سوان (ارمنستان) - آزاتاموت ()
- Մ۵ ایروان - آرماویر - Border crossing with ترکیه (closed because for political reasons)
- Մ۶ وانادزور - باگراتاشن ()
- Մ۷ وانادزور - گیومری - Akhurik (D.060).
- Մ۸ وانادزور - دیلیجان
- Մ۹ تالین (ارمنستان) - کاراکرت - باگاران
- Մ۱۰ سوان (ارمنستان) - مارتونی - یغگنادزور
- Մ۱۱ مارتونی - واردنیس - (/, Partially concurrent with de jure ) - درمبون
- Մ۱۲ گوریس - (/, concurrent with de jure  and partially with ) -استپاناکرت
- Մ۱۳ آنگغاکوت - جمهوری خودمختار نخجوان border ()
- Մ۱۴ تسوواگیوغ - واردنیس
- Մ۱۵ ایروان bypass
- Մ۱۶ هاغتاناک - آزاتاموت
- Մ۱۷ کاپان - شیکاهوغ - مغری

## جاده‌های منطقه ای

### ۱ تا ۱۰
- Հ۱ بالاهوویت () - جرابر -کاغسی () - هرازدان
- Հ۲ آبوویان - آرزنی - نور گغی
- Հ۳ ایروان () - گارنی (روستا) - گغارد
- Հ۴ ایروان - یغوارد - آراگیوغ - هارتاوان ()
- Հ۵ نور گغی - آرگل - آرزاکان (- آقوران) - هرازدان
- Հ۶ آبوویان () - نور گغی - یغوارد - نور یرزنکا ()
- Հ۷ کارنیس - چارنتساوان () - فانتان
- Հ۸ آینتاپ () - برکانوش - آرتاشات - ووسکتاپ - آیگاوان - آرارات ()
- Հ۹ برکانوش - دوین
- Հ۱۰ ووسکتاپ () - ودی - لانجار ()

### ۱۱ تا ۲۰
- Հ۱۱ پوکر ودی () - لوسارات (- صومعه خور ویراپ) - یغگناوان - آرارات ()
- Հ۱۲ آینتاپ () - ماسیس - رانچپار - آراکس - جرارات ()
- Հ۱۳ واغارشاپات () - ماسیس - مارماراشن ()
- Հ۱۴ ایروان (ایستگاه متروی چارباخ) - ماسیس
- Հ۱۵ آرماویر () - آرگاواند - مارگارا ()
- Հ۱۶ متسامور () - نیروگاه هسته‌ای متسامور - آکنالیج ()
- Հ۱۷ آرماویر () - میاسنیکیان - کاراکرت ()
- Հ۱۸ هوشاکرت () - Vanand ()
- Հ۱۹ آشتاراک () - اوشاکان - داشت ()
- Հ۲۰ اوشاکان - آگاراک () (- تغر) - بیوراکان - (- آمبرد) - دریاچه کاری

### ۲۱ تا ۳۰
- Հ۲۱ شیراکاوان - هوروم () - آرتیک - الاگیاز ()
- Հ۲۲ دسق () - مارتس
- Հ۲۳ پوشیکنو ( Tunnel bypass)
- Հ۲۴ گیولاگاراک () - کورتان - دسق ()
- Հ۲۵ هاقپات ()
- Հ26 Conccurent with
- Հ۲۷ مغرادزور - مارگاهوویت ()
- Հ۲۸ جرارات (- Teghenis Sports Complex) - مغرادزور - هانکاوان
- Հ۲۹ سوان (ارمنستان) () - تساغکونک - زووابر - جرارات
- Հ۳۰ هاغارتسین () (- گش) - چامباراک (-  آرتسواشن) - دراختیک ()

### ۳۱ تا ۴۰
- Հ۳۱ وارداغبیور () - تاشیر ()
- Հ۳۲ گیومری () - کاپس - آماسیا - Tsoghamargh ()
- Հ۳۳ استپاناوان () - یاغدان - مغارت
- Հ۳۴ استپاناوان () - پریفولنوی - Akhkerpi (الگو:GEO-Sh)
- Հ۳۵ ساناهین () - اودزون - آیگهات - دزوراگیوغ
- Հ۳۶ ایجوان () - ناوور - برد (ارمنستان) - آیگپار
- Հ۳۷ آیگهوویت () - وازاشن - پاراواکار - آیگپار
- Հ۳۸ تتوجور - ناوور
- Հ۳۹ گاوار ()
- Հ۴۰ آرنی () - خاچیک - گنیشیک - آگاراکادزور ()

### ۴۱ تا ۵۰
- Հ۴۱ آرنی () - نوراوانک
- Հ۴۲ وایک () - زاریتاپ - باردزرونی
- Հ۴۳ آرتاوان () - گندواز - جرموک - (/, Partially concurrent with de jure ) - کارواجار - یغگنوت ()
- Հ۴۴ آرتاوان () - جرموک
- Հ۴۵ شاکی () - سیسیان - داستاکرت - تسغونی
- Հ۴۶ گوریس () (- فرودگاه گوریس) - تاتو (روستا) - آغوانی - کاپان ()
- Հ۴۷ تساو () - شیشکرت
- Հ۴۸ یغگنادزور () - ورنشن - گلادزور
- Հ۴۹ نرنادزور () - (/, concurrent with de jure ) - Aghband - میجناوان - Shukurbeyli/Ishkhan - Marjali/Mardjan ()
- Հ۵۰ مغری () - Meghri Airstrip - آگاراک

### ۵۱ تا ۶۰
- Հ۵۱ تغوت () -صومعه هاغارتسین
- Հ۵۲ یغگنادزور () - مالیشکا
- Հ۵۳ سیمیونوفکا () - تسوواگیوغ ()
- Հ۵۴ باغانیس () - ووسکپار ()
- Հ۵۵ هرازدان - مجتمع ورزشی المپیکی تساغکادزور (- Tsaghkadzor ski resort)
- Հ۵۶ موغنی () - اوهاناوان ()
- Հ۵۷ آرتاشاوان () - ساغموساوان
- Հ۵۸ آلاوردی () - جیلیزا
- Հ۵۹ پتروفکا () - سارچاپت
- Հ60 Tashor () - متساوان - دزیوناشوغ

### ۶۱ تا ۷۰
- Հ۶۱ ساریگیوغ () - برکابر
- Հ۶۲ نویمبریان () - دووغ
- Հ۶۳ باغانیس () - کوتی - بارکاماوان
- Հ۶۴ برد (ارمنستان) - نوراشن - آرتسوابرد - چیناری
- Հ۶۵ نوراشن - موسس
- Հ۶۶ تاوشوت () - آردنیس - برداشن - شاغیک
- Հ۶۷ برداشن - آماسیا
- Հ۶۸ وارداغبیور - پوکر ساریار - سارالانج ()
- Հ۶۹ آرتیک - هاریچ
- Հ۷۰ مارتس - آتان

### ۷۱ تا ۸۰
- Հ۷۱ لوری برد - لوری برد، لوری
- Հ۷۲ شغارشیک () - واهاناوانک
- Հ۷۳ دیلیجان () - دریاچه پارز
- Հ۷۴ ایشخاناسار () - سیسیان
- Հ۷۵ کاراکرت () - باگراوان - ایساهاکیان - شیراکاوان - گیومری ()
- Հ۷۶ آکنالیج () - تارونیک -Metsamor Castle
- Հ۷۷ واغارشاپات ()
- Հ۷۸ جزیره سوان ()
- Հ۷۹ فرودگاه استپاناوان ()
- Հ80 Sisian Airstrip ()

### ۸۱ تا ۸۵
- Հ۸۱ تالین (ارمنستان) () - تساماکاسار - نور آرتیک - باگراوان
- Հ۸۲ مغری ()
- Հ۸۳ آرتیک - پمزاشن - دزوراکاپ/مارالیک ()
- Հ۸۴ سوان (ارمنستان) ()
- Հ۸۵ هرازدان